# Прокоповка (Харьковская область)
Прокоповка (укр. Прокопівка) — село,
Петровский сельский совет,
Купянский район,
Харьковская область.
Код КОАТУУ — 6323785007. Население по переписи 2001 года составляет 117 (48/69 м/ж) человек.

## Географическое положение
Село Прокоповка находится на правом берегу реки Сенек,
выше по течению на расстоянии в 3 км расположено село Пойдуновка,
ниже по течению примыкает село Болдыревка,
на противоположном берегу — село Стенка.
На противоположном берегу проходит железная дорога, станция Прокофьевка.

## История
- 1894 — дата основания.